# Alajärvi (Gällivare socken, Lappland, 744774-173891)
Alajärvi är en sjö i Gällivare kommun i Lappland och ingår i Kalixälvens huvudavrinningsområde.